# 파워나우!
파워나우!(PowerNow!)는 노트북 컴퓨터에 쓰이는 AMD 프로세서의 속도를 낮추고 전력을 아끼게 도와 주는 기술이다. 컴퓨터가 유휴 상태이거나 거의 사용하지 않는 상태에서 CPU의 클럭 속도와 코어 전압은 자동으로 줄어든다. 이로써 배터리 전력을 아끼고 발열과 소음을 줄일 수 있다. 또, 온도에 따라 기하급수적으로 변하는 일렉트로마이그레이션(electromigration)이 줄어든 덕에 CPU의 수명은 연장된다.
이 기술은 인텔사의 스피드스텝 기술과 비슷하다. AMD의 데스크톱 CPU에 채용된 파워나우!는 쿨 앤 콰이어트라 부른다. 더 새로운 옵테론 또한 "Optimized Power Management"라는 이름의 파워나우! 기술을 채용하고 있다.

## 파워나우! 지원 프로셋
- K6-2+
- K6-III+
- 애슬론 XP-M - 일부 모델.
- 모바일 애슬론 64
- 모바일 셈프론
- 튜리온 64 및 X2

## 같이 보기
- 동적 주파수 스케일링
- 쿨 앤 콰이어트
- 스피드스텝
- 인텔 터보 부스트